# Carabus convexus
Carabus convexus је инсект из реда тврдокрилаца (Coleoptera) и породице трчуљака (Carabidae).

## Опис
Једна је од мањих врста у свом роду (14-20 mm), а тело је заобљено и широко. Може бити цело сјајноцрно, а може имати по рубу покрилаца и пронотума металноплаву.

## Распрострањење
Живи у готово целој Европи, а широко је распрострањена и у Источној Азији. Има га и у многим деловима Србије, само не на самом северу земље.